# Верхний Туга
Верхний Туга (чечен. Тlуга)  — средневековый замковый комплекс располагается в поселении Туга (Верхний Туга) Итум-Калинского района, в 33-х км к юго-западу от районного центра Итум-Кали, в верхней части восточного склона Майстинского хребта, на левом берегу реки Майстойн-ахк. Датируется XIV—XVI веками.

## Описание
Поселение представляет собой руины средневекового замкового комплекса, состоящее из двух боевых и семи жилых башен. У всех башен утеряны кровли и балки перекрытия. Боевые, и жилые башни находятся в полуразрушенном состоянии. Одна боевая башня разрушена до основания.
В Туга проживали талантливые мастера строители башен Батаг, Чонкар и другие. Они работали не только в Чечне, но и приглашались в горную Грузию. Их всегда щедро одаривали скотом, тканями, оружием, порохом, металлами за качественно выполненную работу.
В состав замка входят: боевые башни № 1-2; жилые башни № 1-7.
Верхний Туга представляет собой пример чеченского средневекового башенного поселения, при строительстве которого в оборонительном назначении предельно использован рельеф местности. Недалеко примерно в полукилометре располагаются башенные комплексы Туга и Нижний Туга.
Входит в структурное подразделение Аргунского музея-заповедника.